# (22021) 1999 XQ108
1999 أكس كيو 108 (ويعرف أيضًا باسم (22021) 1999 أكس كيو 108 وفق تسمية الكوكب الصغير) (بالإنجليزية: 1999 XQ108)‏ هو كويكب ضمن حزام الكويكبات؛ وترتيبه 22021 من حيث الاكتشاف.
اكتُشف هذا الجُرم الفلكي بواسطة ماسح السماء كاتالينا في 4 ديسمبر 1999.

## وصلات خارجية
- (22021) 1999 XQ108 في قاعدة بيانات مختبر الدفع النفاث لأجرام النظام الشمسي الصغيرة

- الاكتشاف · مخطط المدار ·  العناصر المدارية · المعلمات المادية

- (22021) 1999 XQ108 على موقع ويكي سكاي: DSS2, SDSS, GALEX, IRAS, Hydrogen α, X-Ray, Astrophoto, Sky Map, Articles and images